# 圣斯德望修道院 (萨拉曼卡)

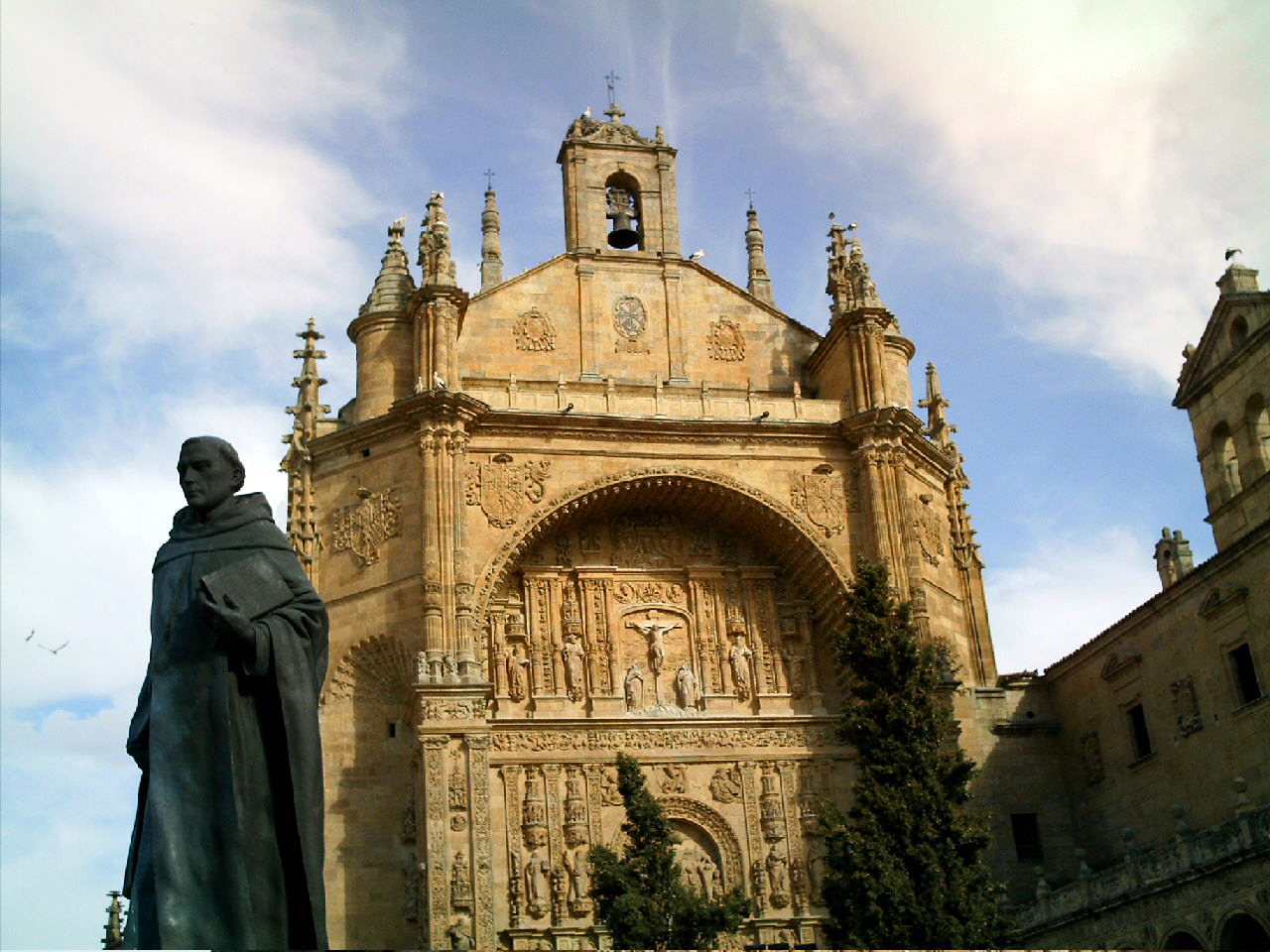
立面

圣斯德望修道院（西班牙语：Convento de San Esteban）是西班牙萨拉曼卡的一座宗教建筑群，始建于1525年，1618年竣工。
教堂的大门建于1660年，上方为描绘圣斯德望殉难的雕塑。